# Szklary (Bystrzyca Kłodzka)
Szklary (deutsch: Glasegrund) ist ein weitgehend entvölkertes Dorf in der Stadt- und Landgemeinde Bystrzyca Kłodzka im Powiat Kłodzki der Woiwodschaft Niederschlesien in Polen. Es liegt zehn Kilometer südöstlich von Bystrzyca Kłodzka (Habelschwerdt).

## Geographie
Szklary gehört geographisch zum Glatzer Kessel und liegt in einem engen Tal in den nördlichen Ausläufern des Glatzer Schneegebirges. Südlich liegt der 845 m hohe Spitzige Berg (polnisch Góra Igliczna) mit der Wallfahrtskirche Maria Schnee. Nachbarorte sind Marianówka (Marianówka) im Norden, Międzygórze (Wölfelsgrund) im Südosten und Wilkanów (Wölfelsdorf) im Westen.

## Geschichte
Glasegrund entstand an der Stelle einer früheren Glashütte und wurde erstmals 1571 als „Glasgrund“ erwähnt. Es gehörte zum Habelschwerdter Distrikt im Glatzer Land und war im Besitz des Mittelshofs in Kieslingswalde. Kirchlich wurde es 1631 der Pfarrkirche in Kieslingswalde zugewiesen. Für das Jahr 1700 sind eine Mühle und neun Häuser nachgewiesen. 
Nach dem Ersten Schlesischen Krieg 1742 und endgültig  mit dem Hubertusburger Frieden 1763 fiel es zusammen mit der Grafschaft Glatz an Preußen. Es bildete eine eigene Dorfgemeinde, in der 1802 78 Einwohner lebten. In diesem Jahr bestand Glasegrund aus einer Mehlmühle, 19 Stückleuten und zwei Häuslern. Nach der Neugliederung Preußens gehörte Glasegrund ab 1815 zur Provinz Schlesien und war zunächst dem Landkreis Glatz und ab 1818 dem Landkreis Habelschwerdt eingegliedert, mit dem es bis 1945 verbunden blieb. 1874 wurde die Landgemeinde Glasegrund dem Amtsbezirk Kieslingswalde zugewiesen, zu dem auch die Landgemeinden Steingrund, Marienau, Neudorf, Plomnitz, und Weißwasser gehörten. 1939 wurden 32 Einwohner gezählt.
Als Folge des Zweiten Weltkriegs fiel Glasegrund 1945 wie fast ganz Schlesien an Polen und wurde in Szklary umbenannt. Die deutsche Bevölkerung wurde vertrieben. Die neu angesiedelten Bewohner waren zum Teil Vertriebene aus Ostpolen, das an die Sowjetunion gefallen war. Ab 1945 gehörte Szklary zum Powiat Bystrzycki (Habelschwerdt), der 1975 aufgelöst wurde. 1975 kam es an die neu gebildete Woiwodschaft Wałbrzych (Waldenburg), die bis 1998 bestand. Das Dorf ist weitgehend entvölkert und besteht aus einem landwirtschaftlichen Betrieb und einer Försterei.